# أنتونيو ليبو ليبو
أنتونيو ليبو ليبو (بالبرتغالية: Antônio Lebo Lebo‏) (مواليد 29 مايو 1977) هو لاعب كرة قدم. يلعب مع منتخب أنغولا لكرة القدم. سبق له أن لعب في كأس العالم لكرة القدم مع منتخب بلاده.

## روابط خارجية
- أنتونيو ليبو ليبو على موقع الاتحاد الدولي (مؤرشف)  (الإنجليزية)
- أنتونيو ليبو ليبو على موقع قاعدة بيانات كرة القدم.إي يو (الإنجليزية)
- أنتونيو ليبو ليبو على موقع ناشيونال فوتبول تيمز (الإنجليزية)
- أنتونيو ليبو ليبو على موقع Soccerway.com (الإنجليزية)
- أنتونيو ليبو ليبو على موقع عالم كرة القدم.نت (الإنجليزية)